# البسيط (كتاب)
البسيط في المذهب أو البسيط في الفروع، كتاب في الفقه للإمام حُجة الإسلام أبي حامد الغزالي (ت 505هـ)، اختصر فيه كتاب نهاية المطلب في دراية المذهب لإمام الحرمين الجويني (ت 478هـ)، وهو أحد الكتب الثلاثة التي ألفها الغزالي (البسيط والوسيط والوجيز) والتي تعد من أهم كتب الشافعية وآخر ما كُتب في طورَي التكوين ونقل المذهب من تاريخ المذهب الشافعي.
قال حاجي خليفة في «كشف الظنون»: «البسيط في الفروع. للإمام حجة الإسلام أبي حامد محمد بن محمد الغزالي الشافعي، المتوفى سنة خمس وخمسمائة. وهو كالمختصر للنهاية».
وقال تاج الدين السبكي: «لَهُ فِي الْمَذْهَب الْوَسِيط والبسيط وَالْوَجِيز وَالْخُلَاصَة».
وَمِمَّا أنْشد فِيهِ: أنْشد أَبُو حَفْص عَمْرو بن عبد الْعَزِيز بن عبيد بن يُوسُف الطرابلسي لنَفسِهِ: